# Repräsentantenhaus der Nördlichen Marianen

Siegel der Legislative

Das Repräsentantenhaus der Nördlichen Marianen-Inseln bildet mit dem Senat der Nördlichen Marianen die Northern Mariana Islands Commonwealth Legislature, die Legislative des Commonwealth der Nördlichen Marianen-Inseln. Das Repräsentantenhaus besteht aus 20 Mitgliedern, die sieben Wahldistrikte vertreten (Nrn. 1, 2, 3 und 5 Saipan, Nr. 4 Saipan & die Nördlichen Inseln, Nr. 6 Tinian, Nr. 7 Rota).
Speaker ist derzeit der Unabhängige Edmund Sablan Villagomez, sein Stellvertreter ist Diego Camacho von der Demokratischen Partei. Bei der Wahl am 5. November 2024 sind alle 20 Mitglieder des Repräsentantenhauses neu bestimmt worden. Gewählt wurden 16 unabhängige Kandidaten sowie jeweils zwei Abgeordnete der Republikanischen und der Demokratischen Partei. Das neue Repräsentantenhaus trat am 13. Januar 2025 zusammen. Die nächsten Wahlen finden am 3. November 2026 statt.

## Liste der Mitglieder des Repräsentantenhauses der 24. Wahlperiode (2025/26)
| District                    | Name                   | Partei                 |
| --------------------------- | ---------------------- | ---------------------- |
| 1 Saipan                    | Roy Ada                | Republikanische Partei |
| 1 Saipan                    | Vincent Aldan          | Unabhängig             |
| 1 Saipan                    | Roman Benavente        | Unabhängig             |
| 1 Saipan                    | Diego Camacho (VSp)    | Demokratische Partei   |
| 1 Saipan                    | Joseph Flores          | Unabhängig             |
| 1 Saipan                    | Raymond Palacios (N)   | Unabhängig             |
| 2 Saipan                    | Daniel Aquino Jr. (N)  | Unabhängig             |
| 2 Saipan                    | John Sablan            | Unabhängig             |
| 3 Saipan                    | Edmund Villagomez (Sp) | Unabhängig             |
| 3 Saipan                    | Blas Attao             | Unabhängig             |
| 3 Saipan                    | Marissa Flores         | Unabhängig             |
| 3 Saipan                    | Elias Rangamar (N)     | Unabhängig             |
| 3 Saipan                    | Denita Yangetmai       | Demokratische Partei   |
| 3 Saipan                    | Ralph Yumul            | Unabhängig             |
| 4 Saipan & Nördliche Inseln | Joel Camacho (VSp)     | Unabhängig             |
| 4 Saipan & Nördliche Inseln | Malcom Omar            | Unabhängig             |
| 5 Saipan                    | Angelo Camacho         | Unabhängig             |
| 5 Saipan                    | Thomas Manglona        | Unabhängig             |
| 6 Tinian                    | Patrick San Nicolas    | Republikanische Partei |
| 7 Rota                      | Julie Ogo              | Unabhängig             |

## Liste der Mitglieder des Repräsentantenhauses der 23. Wahlperiode (2023/24)
| District                    | Name                   | Partei                 |
| --------------------------- | ---------------------- | ---------------------- |
| 1 Saipan                    | Edwin Propst           | Demokratische Partei   |
| 1 Saipan                    | Roy Ada                | Republikanische Partei |
| 1 Saipan                    | Vincent Aldan          | Unabhängig             |
| 1 Saipan                    | Roman Benavente        | Unabhängig             |
| 1 Saipan                    | Diego Camacho          | Unabhängig             |
| 1 Saipan                    | Joseph Flores          | Unabhängig             |
| 2 Saipan                    | Manny Castro           | Unabhängig             |
| 2 Saipan                    | John Sablan            | Unabhängig             |
| 3 Saipan                    | Edmund Villagomez (Sp) | Unabhängig             |
| 3 Saipan                    | Blas Attao             | Unabhängig             |
| 3 Saipan                    | Vincente Camacho       | Demokratische Partei   |
| 3 Saipan                    | Marissa Flores         | Unabhängig             |
| 3 Saipan                    | Denita Yangetmai       | Demokratische Partei   |
| 3 Saipan                    | Ralph Yumul            | Unabhängig             |
| 4 Saipan & Nördliche Inseln | Joel Camacho           | Unabhängig             |
| 4 Saipan & Nördliche Inseln | Malcom Omar            | Unabhängig             |
| 5 Saipan                    | Angelo Camacho         | Unabhängig             |
| 5 Saipan                    | Thomas Manglona        | Republikanische Partei |
| 6 Tinian                    | Patrick San Nicolas    | Republikanische Partei |
| 7 Rota                      | Julie Ogo              | Unabhängig             |